# Bon Iver
Bon Iver is een Amerikaanse indiefolkband. Frontman van de groep is de singer-songwriter Justin Vernon. De band bestaat daarnaast uit Sean Carey (drums, zang, piano), Michael Noyce (zang, baritongitaar, gitaar) en Matthew McCaughan (bas, drums, zang). De naam Bon Iver is afgeleid van het Franse Bon Hiver, en betekent letterlijk "goede winter". Het debuutalbum For Emma, Forever Ago kwam uit in 2008. Na de EP 'Blood Bank' in 2009, volgde nog het tweede studioalbum van de band, getiteld Bon Iver, Bon Iver in 2011, het derde studioalbum 22, A Million in 2016 en in 2019 het vierde genaamd i,i. 
Eind 2012 kondigde de band aan dat ze een pauze nemen als band. Justin Vernon zegt dat er zoveel aandacht aan de band wordt besteed, dat het soms storend kan zijn. Vernon bracht in 2013 met The Shouting Matches een album uit.
Op 18 juli 2015 trad Bon Iver, na 3 jaar afwezigheid, op in Eau Claire, Wisconsin in de VS, op het Eaux Claires Music Festival, een festival waar zanger Justin Vernon mede-organisator van is. Eind november in datzelfde jaar kondigde de band hun eerste tour aan sinds hun pauze. De band treedt op in Azië eind februari en begin maart 2016. Later dat jaar, op 30 september, bracht de band ook hun derde studioalbum uit.

## Optredens in Nederland en België
In 2008 speelde de band onder meer in Paradiso en het Paard van Troje, en op het Take Root Festival in Groningen. In augustus 2009 werden ook Lowlands en Pukkelpop aangedaan. In 2011 spelen ze in België voor een uitverkochte Ancienne Belgique en in Nederland voor Muziekcentrum Vredenburg. Op 11 juli 2012 spelen ze in Groningen en op 14 juli 2012 op het Dour Festival in België. Op 6 november 2012 trad Bon Iver op in Amsterdam, in een uitverkochte Heineken Music Hall. Op 19 september 2017 trad de band op in TivoliVredenburg in Utrecht. Op 31 mei 2019 keert de band terug als hoofdattractie op de eerste avond van het Best Kept Secret festival in Hilvarenbeek.

## Discografie

### Albums
| Album met eventuele hitnotering(en) in de Nederlandse Album Top 100 | Datum van verschijnen | Datum van binnenkomst | Hoogste positie | Aantal weken | Opmerkingen |
| ------------------------------------------------------------------- | --------------------- | --------------------- | --------------- | ------------ | ----------- |
| For Emma, Forever Ago                                               | 09-05-2008            | 10-01-2009            | 61              | 3            |             |
| Blood bank                                                          | 16-01-2009            | -                     |                 |              | Ep          |
| Bon Iver, Bon Iver                                                  | 17-06-2011            | 25-06-2011            | 15              | 16           |             |
| 22, A Million                                                       | 30-09-2016            | 08-10-2016            | 8               | 7            |             |
| i, i                                                                | 30-08-2019            | 17-08-2019            | 21              | 5            |             |

| Album met hitnotering(en) in de Vlaamse Ultratop 200 albums | Datum van verschijnen | Datum van binnenkomst | Hoogste positie | Aantal weken | Opmerkingen |
| ----------------------------------------------------------- | --------------------- | --------------------- | --------------- | ------------ | ----------- |
| For Emma, Forever Ago                                       | 09-05-2008            | 24-05-2008            | 20              | 46           |             |
| Bon Iver, Bon Iver                                          | 17-06-2011            | 25-06-2011            | 4               | 52           |             |
| 22, A Million                                               | 30-09-2016            | 08-10-2016            | 2               | 8            |             |
| i, i                                                        | 30-08-2019            | 17-08-2019            | 13              | 2            |             |
| Sable, Fable                                                | 11-04-2025            | 19-04-2025            | 3               | 1*           |             |

### Singles
| Single met hitnotering(en) in de Vlaamse Ultratop 50 | Datum van verschijnen | Datum van binnenkomst | Hoogste positie | Aantal weken | Opmerkingen                     |
| ---------------------------------------------------- | --------------------- | --------------------- | --------------- | ------------ | ------------------------------- |
| Calgary                                              | 13-06-2011            | 25-06-2011            | tip31           | -            |                                 |
| Holocene                                             | 12-09-2011            | 17-09-2011            | tip9            | -            |                                 |
| I Need a Forest Fire                                 | 06-06-2016            | 25-06-2016            | tip             | -            | met James Blake                 |
| Friends                                              | 2016                  | 23-07-2016            | tip             | -            | met Francis and The Lights      |
| 22 (OVER S∞∞N)                                       | 15-08-2016            | 27-08-2016            | tip22           | -            |                                 |
| 8 (circle)                                           | 03-10-2016            | 08-10-2016            | tip13           | -            |                                 |
| Do You Need Power? (Walk Out Music)                  | 16-11-2018            | 24-11-2018            | tip             | -            |                                 |
| Cast-Off                                             | 29-03-2019            | 06-04-2019            | tip46           | -            | Bruce Hornsby met Justin Vernon |
| U (Man like)                                         | 03-06-2019            | 08-06-2019            | tip38           | -            |                                 |
| Hey, Ma                                              | 03-06-2019            | 15-06-2019            | tip30           | -            |                                 |
| Faith                                                | 12-07-2019            | 20-07-2019            | tip34           | -            |                                 |
| iMi                                                  | 09-08-2019            | 17-08-2019            | tip             | -            |                                 |

### Samenwerkingen
In 2010 werkte Justin Vernon samen met Kanye West, aan de nummers: Lost in the World en Monster, op Kanye's album My Beautiful Dark Twisted Fantasy.  In het nummer Lost in the World wordt een sample gebruikt van het nummer Woods, dat te vinden is op de EP Blood Bank van Bon Iver. Justin Vernon werkte ook samen aan Kanye's volgende studioalbum, getiteld Yeezus, waar hij te horen is in de nummers: I Am a God, Hold My Liquor en I'm In It.
In 2020 werkte Vernon samen met Aaron Dessner (met wie hij eerder aan project Big Red Machine werkte) en Taylor Swift aan Swifts albums folklore en evermore. Vernon schreef twee nummers met Swift waar hij ook op te horen is, namelijk "exile" en "evermore". Verder is hij op evermore te horen in de achtergrondzang en als instrumentalist. "Exile" ontving een Grammy nominatie voor Best Pop Duo/Group Performance bij de 63e Grammy Awards maar wist deze niet te verzilveren.

## Voorkomen in andere media
Het nummer Woods komt voor in de serie Skins, tijdens de achtste aflevering in seizoen 3.
De nummers: Skinny Love, Blood Bank, Creature Fear en Team, komen voor in de Amerikaanse serie Chuck.
Het nummer Holocene komt voor in de film: The Judge (2014). 
Een ander nummer, Blindsided, komt voor in de Amerikaanse serie Grey's Anatomy, tijdens de 13de aflevering van het 5de seizoen. Het nummer Skinny Love komt ook voor in een aflevering van deze serie, waar het op de achtergrond te horen is. Ook komt het liedje Roslyn van Bon Iver en St. Vincent voor in de film The Twilight Saga: New Moon. Ten slotte is het nummer Re: Stacks te horen in de laatste aflevering van het vierde seizoen van de serie House en aan het einde van de aflevering Death Has No Dominion van de Britse serie Silent Witness. In dezelfde serie komt het nummer Flume voor in aflevering 22 van het zevende seizoen.
De nummers Wash en The Wolves worden gebruikt in de film De Rouille et d'Os uit 2012, die op het Film Festival van Cannes in première ging. In 2014 kwam Bon Iver met een nieuw nummer Heavenly Father, dat speciaal was geschreven voor de nieuwe film van Zach Braff, Wish I Was Here, tevens was in deze film Holocene te horen.